# Équipe de France de football entreprise
Maillots
L'Équipe de France de football entreprise est une sélection française qui réunit les meilleurs joueurs de football français participant au championnat de France de football entreprise sous l'égide de la Fédération française de football (FFF).

## Histoire
L'équipe de France de football entreprise est créée en 1926.
Elle est longtemps dénommée "équipe de France corporative".
En 2011, l'équipe de France de football entreprise remporte le Trophée des sélections françaises de football face aux Cheminots en finale et victoire aux tirs au but 17 à 16 (score temps réglementaire : 1-1)(Lemaire Romuald est élue meilleur joueur du tournoi).
Les Bleus finissent 3e du Tournoi européen 2012 remporté par Monaco (Julien Villain est élu meilleur gardien de l'épreuve) et du Trophée des sélections 2013.

## Palmarès
- Tournoi européen (5) :
  - Vainqueur en 1998, 2000, 2006, 2008 et 2010
- Trophée des sélections nationales (3) :
  - Vainqueur en 2003, 2005 et 2011

## Saison 2012-2013

### Effectif
- Gardiens de but
  - Stéphane Gallien (AS Banque de France)
  - Julien Villain (RC Port du Havre)

- Défenseurs
  - Yannick Alcacer (Volvic Sources Football)
  - Florent Antona (Ocana)
  - Logan Bouquet (RC Port du Havre)
  - Guillaume Hecquefeuille (US Centre Hospitalier Amiens)
  - Thomas Leconte (US Centre Hospitalier Amiens)
  - Simon Luq (US Centre Hospitalier Amiens)
  - Laurent Vapillon (US Centre Hospitalier Amiens)

- Milieux de terrain
  - Kévin Auzou (RC Port du Havre)
  - Kéwin Durand (ASM Cassis)
  - Romuald Lemaire (cap) (US Centre Hospitalier Amiens)
  - Julien Manach (ASM Cassis)
  - Stéphane Robinet (AS Orange France Issy)
  - Julien Vatinet (ASPTT Chambourcy)

- Attaquants
  - Stéphane Demoulin (US Centre Hospitalier Amiens)
  - Nenad Jovanovic (AS Banque de France)
  - David Saada (AS Orange France Issy)

### Staff
- Chef de la délégation : Alain Chabat
- Sélectionneur : Michel Drouilhat
- Adjoint : Gilles Thieblemont
- Médecin : James Noël
- Kinésithérapeute : Jean-Paul Mas

## Saison 2011-2012

### Effectif
- Yannick Alcacer
- Kevin Auzou
- Stéphane Demoulin (US Centre Hospitalier Amiens)
- Anthony Duhamel (RC Port du Havre)
- Brice Durand (RC Port du Havre)
- Zoa N'toya (AS Orange France Issy)
- Julien Vatinet
- Julien Villain
- Tony Fathi (AS banque de France)
- Sélectionneur : Michel Drouilhat

## Saison 2010-2011

### Effectif
- Gardiens de but
  - Julien Villain (RC Port du Havre)
  - Thomas Rohel (AS Orange France)

- Défenseurs
  - Filly Cissokho (Vignerons de Gaillac)
  - Julien Delassus (US Centre hospitaliers Amiens)
  - Rodolphe Mazarin (ASPTT La Poste Paris)
  - Thomas Leconte (US Centre hospitaliers Amiens)
  - Fabien Imbert (ASL)

- Milieux de terrain
  - David Fardeau (U.S.A. Caisse des dépôts Angers
  - Guillaume Hecquefeuille (US Centre hospitaliers Amiens)
  - Johan Hurel (AS Sapeurs-pompiers Calvados)
  - Thomas Letellier (AS Sapeurs-pompiers Calvados)
  - Sébastien Roger (CHS Talence)
  - Christophe Ajas (FC Municipale Toulouse)
  - Lemaire Romuald (CAP) (US Centre hospitaliers Amiens)

- Attaquants
  - Jérôme Solentini (ASPTT La Poste)
  - Mickaël Quercy (Centre hospitaliers Talence)
  - David Saada (AS Orange France)
  - Benjamin Faure (CHS Talence)
  - Demoulin Stéphane (US Centre hospitaliers Amiens)

### Staff
- Chef de délégation : Alain Charrance
- Président de la CCFE : Didier Baudron
- Entraîneur-Sélectionneur : Jean-Louis Favaudon
- Adjoint : Eric Frémion
- Médecin : James Noël
- Kinésithérapeute : Bernard Chateaugiron